# Chiuta-See
Der Chiuta-See ist ein zur Provinz Niassa, Mosambik und zum größeren Anteil zum Distrikt Machinga, Malawi gehörender flacher See 20 Kilometer nördlich des Chilwa-Sees.

## Beschreibung
Bei höchstem Wasserstand hat der 3–13 km breite und 64 km lange See eine Ausdehnung von über 200 km², von denen Mosambik einen Anteil von 49 km² hat. Es wird vermutet, dass im Pleistozän eine Verbindung mit dem Chilwa-See bestand, von dem wahrscheinlich bis heute unter bis zehn Meter hohem Sand ein unterirdischer Zufluss besteht. Nach Norden ist der Chiuta-See bei hohem Wasserstand durch eine sumpfige Enge mit dem ebenso fischreichen länglichen Amaramba-See verbunden, von dem der Lugenda abfließt. Im See gibt es einige kleine Inseln.